# Conjunto lacustre de Somiedo

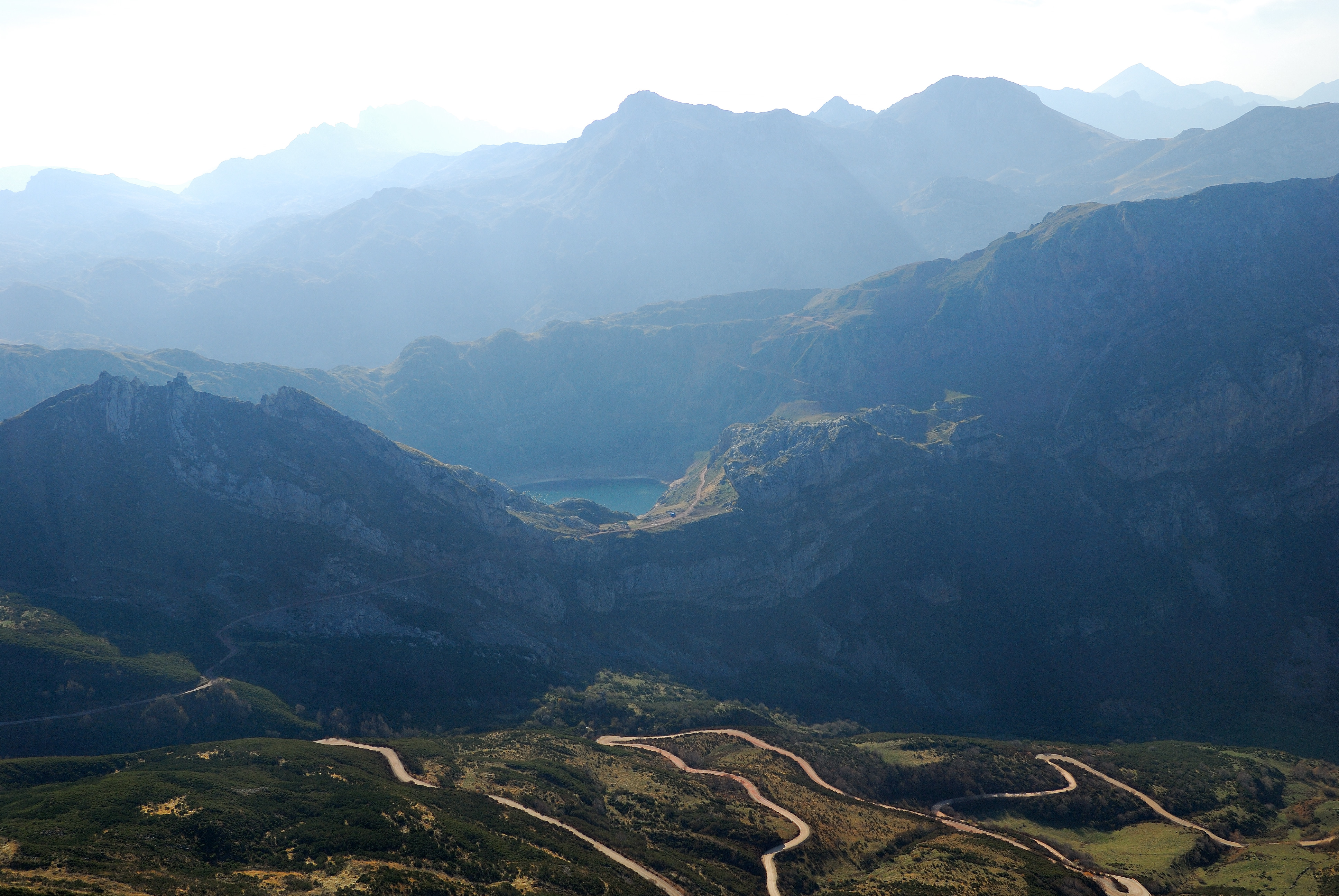
Imagen del Lago de la Cueva desde el pico los Bígaros.

El Conjunto lacustre de Somiedo está formado por los lagos de Saliencia 
(Calabazosa o Lago Negro, Cerveriz, Laguna de Almagrera o La Mina y La Cueva), lago del Valle y los terrenos situados entre ambos en el concejo de Somiedo en Asturias (España). 
La formación del conjunto se basa en lagos de origen glaciar con su correspondientes comunicaciones por valles glaciares. Geológicamente se trata de una zona con todas las características de abrasión glaciar. La vegetación también es la típica acuática de los lagos en la que destaca por su interés la genciana. Dentro de la fauna cabe destacar la presencia del oso pardo dentro del parque natural y en el lago del valle de nutrias, alimoches y águilas reales. Mención aparte merece la familia de los anfibios ya que se encuentran en esta zona la mayoría de los existentes dentro del parque como son los tritones alpino y palmeado, la salamandra común, los sapos común y partero y las ranas bermeja y patilarga.
Este espacio protegido está incluido en la reserva de la bioesfera de Somiedo. Fue declarado monumento natural el 22 de mayo de 2003.